# Dolichorrhiza
Dolichorrhiza är ett släkte av korgblommiga växter. Dolichorrhiza ingår i familjen korgblommiga växter.
Kladogram enligt Catalogue of Life:
| Dolichorrhiza | \| \| Dolichorrhiza caucasica \| \| \| \| \| \| Dolichorrhiza correvoniana \| \| \| \| \| \| Dolichorrhiza persica \| \| \| \| \| \| Dolichorrhiza renifolia \| \| \| \| |
|               | \| \| Dolichorrhiza caucasica \| \| \| \| \| \| Dolichorrhiza correvoniana \| \| \| \| \| \| Dolichorrhiza persica \| \| \| \| \| \| Dolichorrhiza renifolia \| \| \| \| |
|               | Dolichorrhiza caucasica |
|               | |
|               | Dolichorrhiza correvoniana |
|               | |
|               | Dolichorrhiza persica |
|               | |
|               | Dolichorrhiza renifolia |
|               | |